# 九里山站 (南阳市)
九里山站是位于河南省南召县太山庙乡的一个铁路车站，邮政编码474673。车站建于1970年，有焦柳铁路经过该站，现仅办理货运业务，不办理客运业务。车站距离月山站322公里，隶属中国铁路郑州局集团，是四等站，本站及相邻上下行区间均为电气化区段。